# Turbinaria mesenterina
Turbinaria mesenterina là một loài san hô trong họ Dendrophylliidae. Loài này được Lamarck mô tả khoa học năm 1816.